# Лісний (Дмитровський міський округ)
Лісни́й (рос. Лесной) — селище у складі Дмитровського міського округу Московської області, Росія.

## Населення
Населення — 24 особи (2010; 18 у 2002).
Національний склад (станом на 2002 рік):
- росіяни — 100 %